# Anna Kowalska-Lewicka
Anna Kowalska-Lewicka (ur. 24 maja 1920 w Krakowie, zm. 20 sierpnia 2009 w Krakowie) – polska uczona, etnograf, prezes Polskiego Towarzystwa Ludoznawczego (1982–1989).

## Życiorys
Była córką wybitnego orientalisty Tadeusza Kowalskiego i Zofii z Medweckich, a siostrą Kazimierza Kowalskiego, profesora zoologii i prezesa Polskiej Akademii Umiejętności. Uczęszczała do Państwowego Gimnazjum Żeńskiego im. Królowej Wandy i złożyła w nim egzamin dojrzałości w 1938. W tymże roku rozpoczęła studia filozoficzne na Uniwersytecie Jagiellońskim, które niebawem zmuszona była kontynuować na tajnych kompletach; słuchała wykładów z archeologii, antropologii, historii sztuki, a szczególnie zainteresowały ją zajęcia z etnografii u Romana Reinfussa. Niemal od początku okupacji udzielała się w konspiracji bliskiej Armii Krajowej, zajmując się m.in. kolportażem prasy. Przez pewien czas pracowała jako urzędniczka w Radzie Głównej Opiekuńczej, od 1942 była pracownikiem zarządzanego przez Niemców Muzeum Archeologicznego w Krakowie. W instytucji tej pozostawała zatrudniona również po II wojnie światowej, do 1953.
Wyniesiona z czasu tajnych kompletów fascynacja etnografią, a także tradycje rodzinne (przede wszystkim etnograficzna pasja ojca) przesądziły o jej powojennych studiach w tej dziedzinie. Za swojego mistrza uważała profesora Kazimierza Moszyńskiego. W 1948 uzyskała na Uniwersytecie Jagiellońskim magisterium filozofii w zakresie etnografii na podstawie pracy Ceramika kopieniaczych szczepów Ameryki Południowej. Badania terenowe na potrzeby pracy magisterskiej prowadziła w latach 1947–1948 w czasie prywatnej podróży do Kolumbii, Ekwadoru, Boliwii i Peru, gdzie zapoznała się z kulturą kreolską oraz kulturami Indian dorzecza Ukajali i płaskowyżu andyjskiego Peru i Boliwii. Etnografii Ameryki Łacińskiej poświęciła również dysertację doktorską Zarys kultury Indian Shipibo na tle innych kultur Indian leśnych Ameryki Południowej, przygotowaną pod kierunkiem Kazimierza Moszyńskiego i obronioną w 1950 na Uniwersytecie Jagiellońskim.
W 1954 przeszła do pracy w Zakładzie Etnografii Instytutu Historii Kultury Materialnej Polskiej Akademii Nauk w Krakowie. W latach 1963–1971 była zastępcą kierownika Pracowni Etnografii Instytutu Historii Kultury Materialnej w Łodzi. W 1971 powróciła do instytutu krakowskiego i kierowała w nim Pracownią Etnograficzną do przejścia na emeryturę 31 sierpnia 1980.
Po 1950 zainteresowanie badawcze z Ameryki Łacińskiej przeniosła na polską kulturę ludową, przede wszystkim Podhala i Beskidu Sądeckiego. Prowadziła liczne badania terenowe, interesując się takimi zagadnieniami jak pasterstwo, gospodarka rolna i hodowlana, pożywienie (zwłaszcza gospodarka mleczna), ubiór, kultura duchowa (wierzenia i zwyczaje związane ze śmiercią). W latach 1952–1953 faktycznie kierowała dużymi zespołowymi badaniami terenowymi na Podhalu, rozpoczętymi przez Polskie Towarzystwo Ludoznawcze za sprawą Kazimierza Moszyńskiego i Jadwigę Klimaszewską i kontynuowanymi w ramach Zakładu Etnografii Instytutu Historii Kultury Materialnej PAN w Krakowie. Ćwierć wieku później kierowała badaniami monograficznymi prowadzonymi przez jej pracownię w Beskidzie Sądeckim. Obu tym badaniom poświęciła publikacje – ogłosiła artykuł Badania etnograficzne na Podhalu („Etnografia Polska”, 1958) oraz redagowała pracę zbiorową Studia z kultury ludowej Beskidu Sądeckiego (1985), na potrzeby której napisała wstęp i rozdział Wierzenia i zwyczaje związane ze śmiercią. Innym efektem badań beskidzkich okazała się książka Hodowla i pasterstwo w Beskidzie Śląskim (Wrocław 1980).
Szczególnym zainteresowaniem Kowalskiej-Lewickiej było pożywienie ludności wiejskiej. Prowadziła badania tego zagadnienia na Podhalu, opracowując w związku z tym specjalny kwestionariusz badawczy. Tematyce tej poświęciła kilka publikacji, m.in. Tradycyjne serowarstwo w Polsce („Studia z Dziejów Gospodarstwa Wiejskiego”, 1967), Pożywienie chłopskie w średniowieczu i przydatność badawcza źródeł etnograficznych („Kwartalnik Historii Kultury Materialnej”, 1965), The Potato and the Polish Kitchen (w: Food in Change. Eating Habits from the Middle Ages to the Present Day, red. A. Fenton, E. Kisbán, Edynburg 1986), rozdział Pożywienie (z Zofią Szrombą-Rysową, w: Etnografia Polski. Przemiany kultury ludowej, tom I, red. Maria Biernacka, Bronisława Kopczyńska-Jaworska, Anna Kutrzeba-Pojnarowa, Wanda Paprocka, Wrocław 1976). W 1971 zainicjowała ogólnopolskie interdyscyplinarne seminarium naukowe w Krakowie, poświęcone tematyce pożywienia i zorganizowane przez Polskie Towarzystwo Ludoznawcze i Muzeum Etnograficzne w Krakowie; była redaktorem publikacji poseminaryjnej Pożywienie ludności wiejskiej (Kraków 1973), w której ogłosiła artykuł Tradycyjna produkcja mleczna w Mauretanii. W 1985 w podkrakowskich Karniowcach zorganizowała przy współpracy z oddziałem Polskiego Towarzystwa Ludoznawczego VI Międzynarodową Konferencję na temat etnologicznych badań nad pożywieniem; tematem konferencji były zmiany zwyczajów żywieniowych w Europie i USA. Uczestniczyła też w konferencjach zagranicznych i wygłaszała na nich referaty.
W 1968 przebywała w Senegalu i Mauretanii, gdzie prowadziła badania nad gospodarką mleczną koczowniczych ludów Fulbe i Maurów z Sahary mauretańskiej. W 1976 jako plon tej wyprawy wydała książkę Mauretania. Wymienić należy jeszcze kilka publikacji z obszaru pierwszego zainteresowania naukowego Kowalskiej-Lewickiej, tj. etnografii ludów Ameryki Łacińskiej; opublikowała m.in. artykuł Przeobrażenia kulturowe Indian Montanii peruwiańskiej pod wpływem kontaktów z kulturą europejską („Etnografia Polska”, 1966) oraz książkę Shipibo (Wrocław 1969). Ponadto m.in. opracowała tekst do albumu Jacka Kubieny Jędrzej Wowro. Świątkarz beskidzki (Wadowice 2006); twórczość Wowry znała już z domu rodzinnego za sprawą ojca, który kupował rzeźby tego artysty. Wspólnie z Ewą Fryś-Pietraszkową i Anną Spiss była redaktorką pierwszego tomu słownika biograficznego Etnografowie i ludoznawcy polscy. Szkice, sylwetki biograficzne (Kraków 2002). Realizowała w ten sposób inicjatywę łódzkiego etnografa Jana Piotra Dekowskiego; referowała sprawę słownika na posiedzeniu Komisji Historii Nauki Polskiej Akademii Umiejętności w listopadzie 2000, a w pierwszym tomie była autorką pięciu życiorysów i współautorką szóstego.
Od 1947 należała do Polskiego Towarzystwa Ludoznawczego. Była aktywną członkinią oddziału krakowskiego, pełniąc w nim funkcje sekretarza zarządu (1951–1958), prezesa (1959–1961, 1970–1980), wiceprezesa (1962–1969). Wygłaszała liczne odczyty i zainicjowała serię tematycznych sesji naukowych. Przyczyniła się do powstania Koła Zainteresowań Kulturą Indian (1971) i Koła Zainteresowań Kulturą Ormian (1980). Brała także udział w pracach władz centralnych Towarzystwa, jako prezes (1982–1989), wiceprezes (1992–1996), przewodnicząca Komisji Rewizyjnej (1999–2005). Redagowała serię wydawniczą Polskiego Towarzystwa Ludoznawczego „Biblioteka Popularna” (potem „Biblioteka Popularnonaukowa”, 1962–2004). W 1991 nadano jej honorowe członkostwo Towarzystwa. O roli Towarzystwa pisała w „Ludzie” (Polskie Towarzystwo Ludoznawcze. Jego miejsce w życiu naukowym i kulturalnym kraju, „Lud”, 1988). W latach 1981–1989 była członkinią Komitetu Nauk Etnologicznych Polskiej Akademii Nauk (w tym w latach 1987–1989 członkinią Prezydium tego komitetu). Od 1973 brała udział w pracach Komisji Etnograficznej przy Oddziale Polskiej Akademii Nauk w Krakowie, przez pewien czas jako sekretarz. Została powołana w skład rad muzealnych Państwowego Muzeum Etnograficznego w Warszawie, Muzeum Tatrzańskiego w Zakopanem, Orawskiego Parku Etnograficznego.
Była odznaczona m.in. Krzyżem Kawalerskim Orderu Odrodzenia Polski (1975) i srebrnym medalem Zasłużony Kulturze „Gloria Artis” (2007); w 1995 otrzymała nagrodę Ministra Kultury i Sztuki.
Mężem jej był Tadeusz Lewicki, orientalista, profesor Uniwersytetu Jagiellońskiego. Zmarła 20 sierpnia 2009 w Krakowie, pochowana została w grobie rodzinnym na cmentarzu Rakowickim. Cieszyła się opinią dobrego organizatora, człowieka o silnej osobowości i niezależnych sądach.